# Pirilampes
Pirilampes (grec antic: Πυριλάμπης, llatí: Pyrilampes) fou un escultor de l'antiga Grècia natural de Messene. La seva obra és poc coneguda i només se sap, pel que diu Pausanias, que va esculpir les estàtues de tres vencedors dels jocs olímpics: Pirilampes d'Efes, Xenó de Lèpreon i Asamó (Descripció de Grècia, VI. 3. § 5. s. 12, 15. § 1, 16. § 4. s. 5.).